# Alistair Mackay

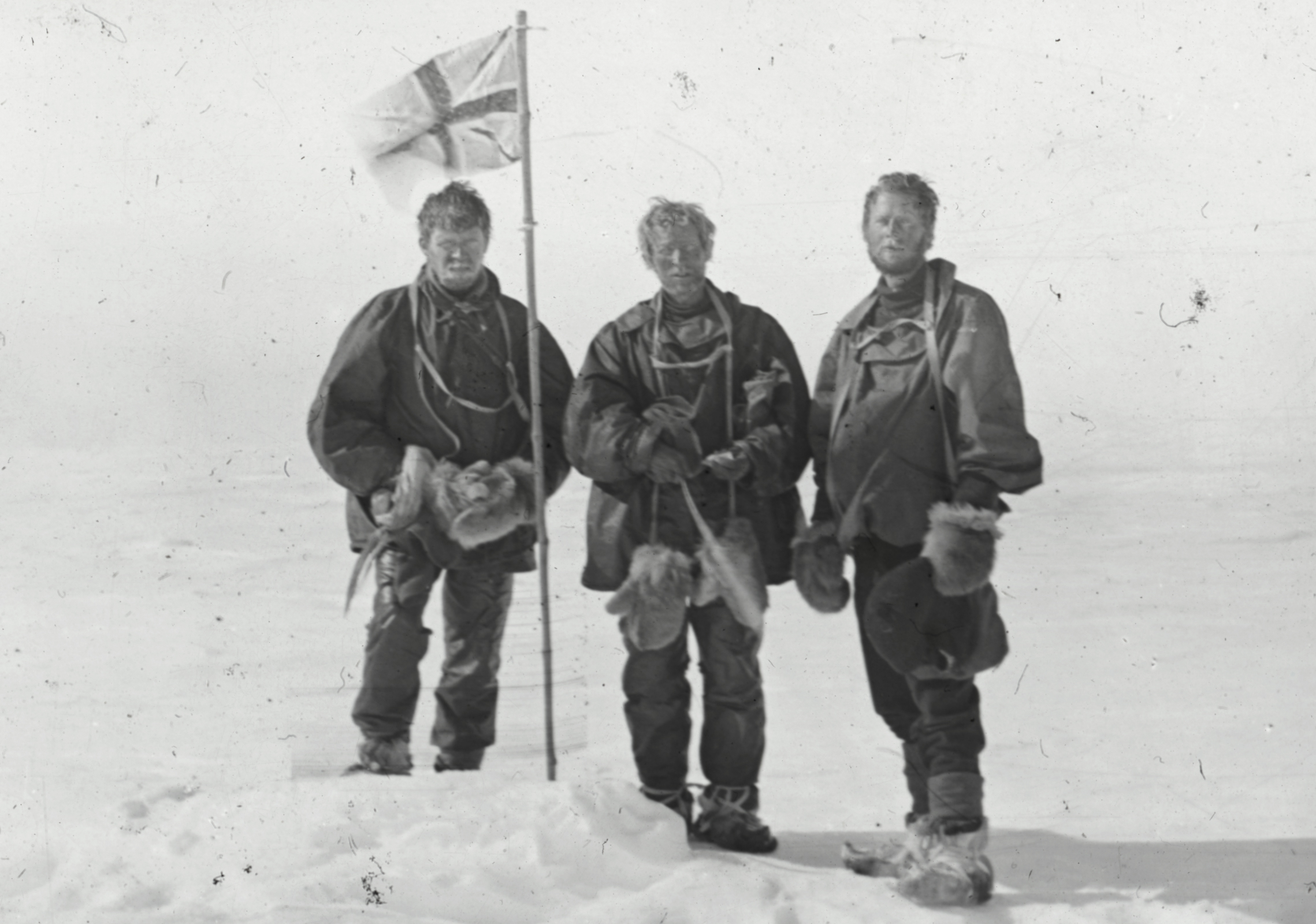
Alistair Mackay, Edgeworth David en Douglas Mawson op de magnetische zuidpool (1909)

Alistair Mackay (Schotland, 22 februari 1878 - Noordelijke IJszee, februari 1914) was een Schots dokter en poolonderzoeker.

## Biografie
Mackay studeerde geneeskunde in Edinburgh. In 1907 werd hij door poolreiziger Ernest Shackleton uitgenodigd om deel te nemen aan de Nimrod-expeditie op Antarctica. In 1908 was hij een van de eerste personen ooit op de top van de Mount Erebus. Op 15 januari 1909 bereikte hij samen met Douglas Mawson en Edgeworth David als eerste personen ooit de magnetische zuidpool. Op de terugweg werd David ernstig ziek. Hij werd verzorgd door Mackay.
Mackay was ook de scheepsdokter van de Karluk-expeditie in 1913. De Karluk deed expeditie in de buurt van de Koningin Elizabetheilanden. Het schip botste tegen pakijs en zonk in de buurt van het eiland Wrangel. Mackay verdronk in de Noordelijke IJszee.